# Franziska Hablawetz
Franziska Seraphica Hablawetz (* 4. Oktober 1831 im Alsergrund, Wien, Kaisertum Österreich; † 26. Oktober 1902 in Planegg bei München, Königreich Bayern) war die Ehefrau des Grafen Dionysius Andrássy. Sie wurde als Förderin der Künste und als Wohltäterin der Waisen und Armen bekannt.

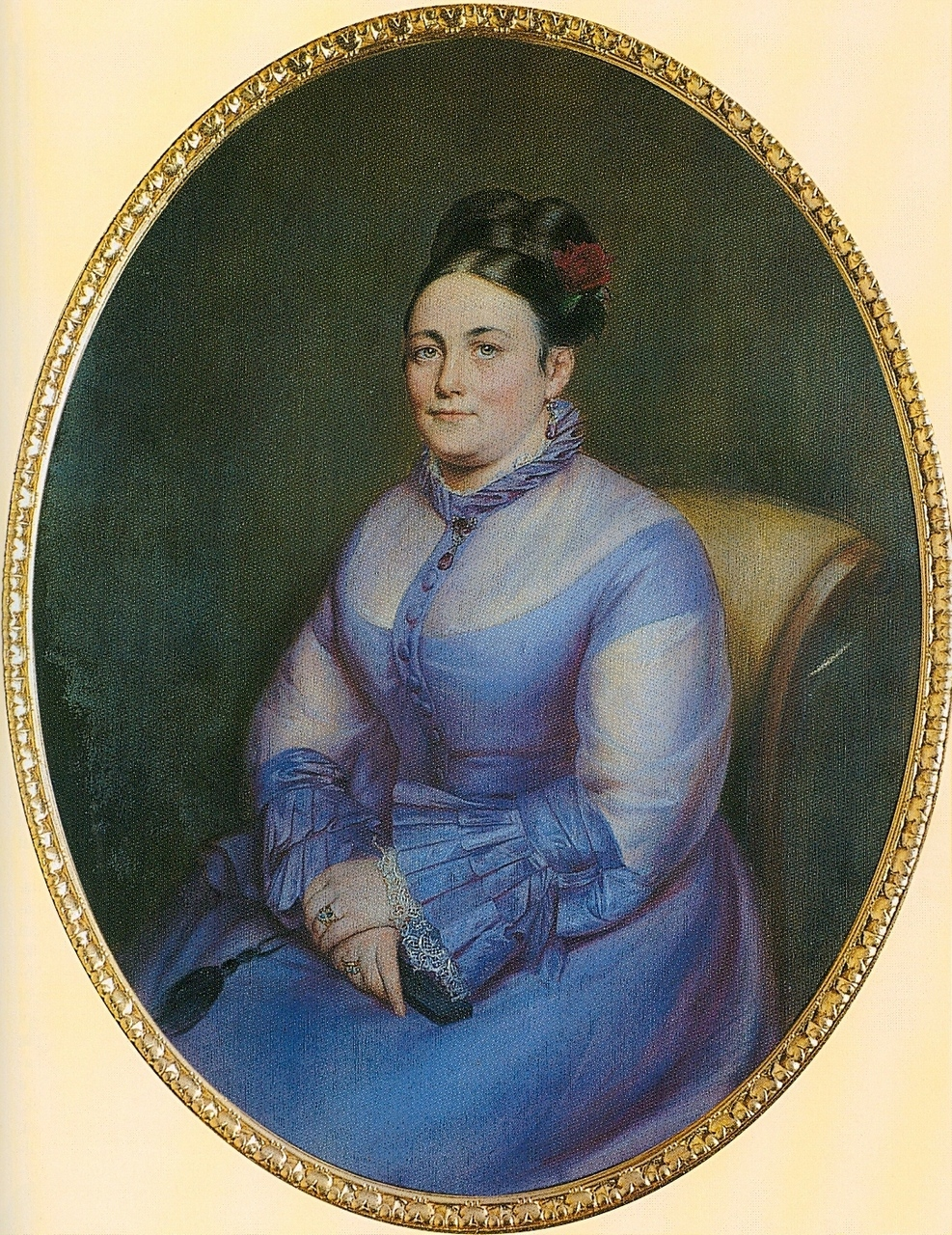
Franziska Hablawetz

## Leben
Franziska Hablawetz entstammte einer Wiener Musikerfamilie. Sie war die Tochter des Seraph Hablawetz (* 1804, † 1837) und dessen Ehefrau Barbara Dosser. Sie hatte einen jüngeren Bruder August Egon Friedrich (* 1833, † 1892), der Sänger u. a. am Theater in der Josephstadt und später an der Wiener Hofoper war.
Franziska lernte in der ersten Hälfte der 1860er Jahre ihren späteren Ehemann Dionysius Andrássy kennen, der in jener Zeit in Wien in Staatsdiensten stand. Wegen seiner unaristokratischen Vorlieben galt der Graf ohnehin als "schwarzes Schaf" in der Familie Andrássy. Franziska und Dionysius verliebten sich ineinander und heirateten am 6. April 1866 in italienischen Pisa ohne Einwilligung der Familie Andrássy. Wegen dieser morganatischen Ehe wurde Andrássy enterbt und sein jüngerer Bruder als Erbe eingesetzt. Es wurde trotzdem eine glückliche, wenn auch kinderlose Ehe, die 36 Jahre lang, bis zu Franziskas Tod, anhielt.
Der Familienkonflikt löste sich nach dem frühen Tode von Andrássys jüngerem Bruder Georg Peter (* 1846, † 1871) und Dionysius wurde als Majoratsherr wieder eingesetzt. Trotz dieser Tatsache besuchte Franziska die Heimatgüter ihres Mannes nicht und auch ihr Mann hielt sich äußerst selten im (damaligen) Königreich Ungarn auf. Die Andrássys verbrachten nahezu ihr ganzes Leben in Österreich oder Deutschland und hatten Wohnsitze in Wien und München. Das riesige Andrássy-Vermögen wurde aus dem Ausland verwaltet. Da die Ehe kinderlos blieb, erhielt Franziska die Erlaubnis beträchtliche Summen des Vermögens für wohltätige Zwecke zu verwenden. Von Franziska wurden kirchliche, kulturelle und karitative Einrichtungen tatkräftig gefördert und unterstützt. Es wurden zahlreiche Kirchen, Waisenhäuser, Schulen und Krankenhäuser gebaut, die von dem Ehepaar Andrássy finanziert wurden.
Als Franziska am 26. Oktober 1902 in Planegg bei München starb, hinterließ sie eine Anzahl wohltätiger Stiftungen. Ihr untröstlich trauernder Ehemann soll nach ihrem Tode ausgerufen haben: "Wie recht hatten die auch darin, die sagten, dass mein ganzes Leben dieser wahrhaftig edlen Frau gewidmet war, deren gesegnetes Andenken ich bis zu meinem letzten Atemzug bewahren werde." Dionysius Andrássy ließ ihr ein Mausoleum der Liebe errichten, da Franziska wegen ihrer nicht adeligen Herkunft in der Familiengruft der Andrássys nicht bestattet werden durfte. Mit dem Bauplan für das Mausoleum wurde der Münchner Architekt Richard Brendl beauftragt. Das Mausoleum wurde in den Jahren 1903–1904 auf einem Hügel in Krasznahorkaváralja nahe der Gemarkung Betlér erbaut, das damals zum Landbesitz der Andrássys gehörte. Das aufwendig gestaltete Mausoleum, aus teuersten Materialien errichtet, verschlang die enorme Summe von 2 Millionen Goldkronen. Die beiden Sarkophage und kostspieligen Plastiken schuf der Münchner Bildhauer Max Frick.
Als das Mausoleum fertiggestellt war, ließ Dionysius Andrássy die Gebeine seiner Frau exhumieren und am 26. Oktober 1904 in einem Sonderzug nach Betlér transportieren. Vom Bahnhof wurden Franziskas sterbliche Überreste in einem extra für diesen Zweck angefertigten prunkvollen Trauerwagen zum Mausoleum transportiert und dort feierlich neu bestattet.
Dionysius Andrássy überlebte seine viel geliebte Frau um elf Jahre und wurde nach seinem Tod im Jahre 1913 seinem Wunsche entsprechend im zweiten Sarkophag dieses Mausoleums bestattet.

## Nachwelt
Auch posthum wurde Franziska Hablawetz, nunmehr als Gräfin Andrássy, hoch verehrt; es wurden ihr Denkmäler errichtet und Straßen nach ihr benannt.
In Wien wurde Franziska zu Ehren im Jahre 1905 eine Straße benannt. Sie trägt den Namen Dionysius-Andrassy-Straße (sic!) und befindet sich im Wiener Stadtteil Döbling.
Auf Initiative der Gräfin wurde in den Jahren 1907–1908 in einer von Theophil von Hansen errichteten zweistöckigen Villa das Gräfin Franziska Andrássysche Waisenhaus auf der Hohen Warte in Wien eingerichtet. Die feierliche Eröffnung erfolgte im Jahre 1909.

## Galerie

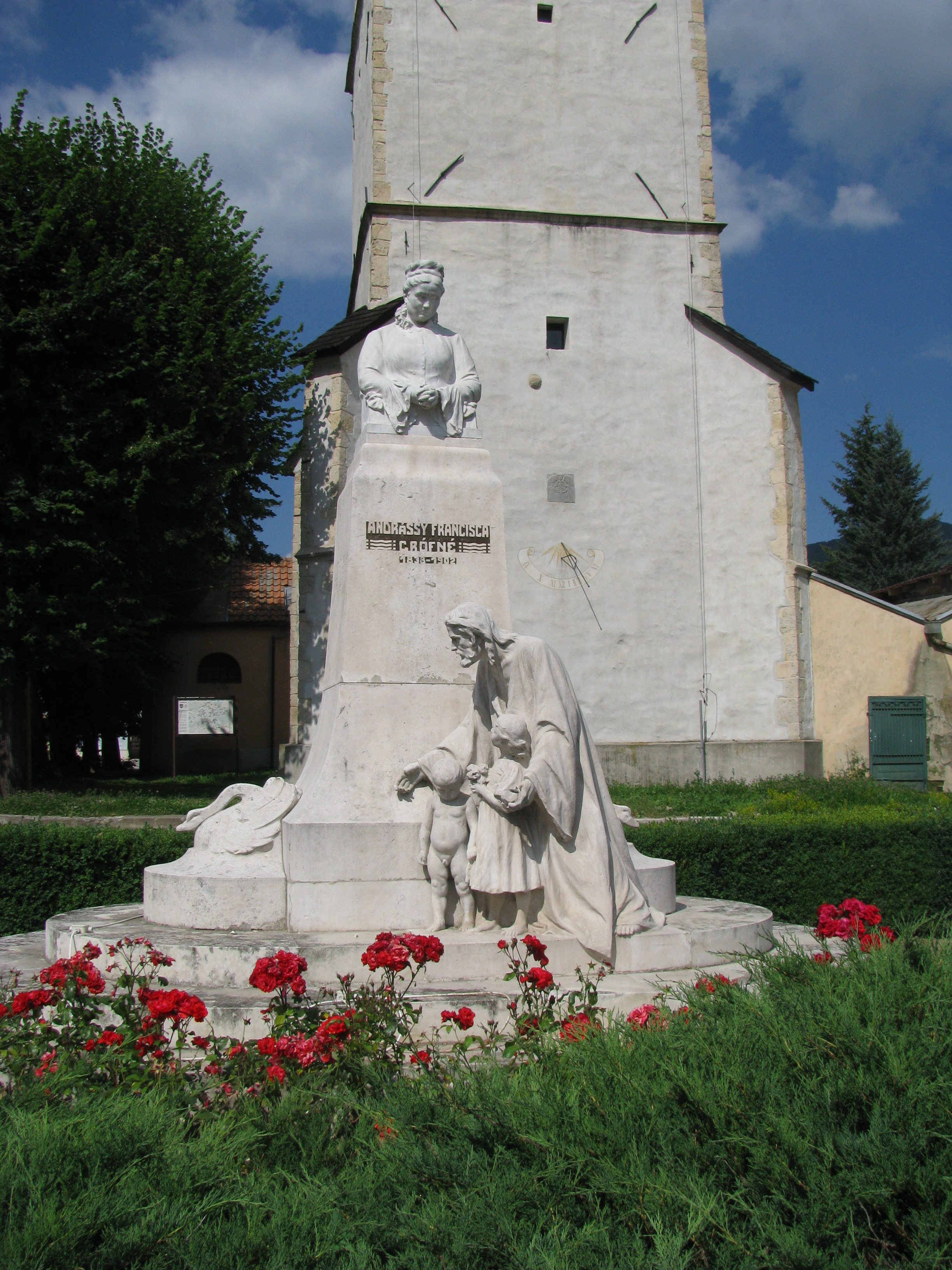
Franziska-Andrássy-Denkmal in Rosenau, Ostslowakei
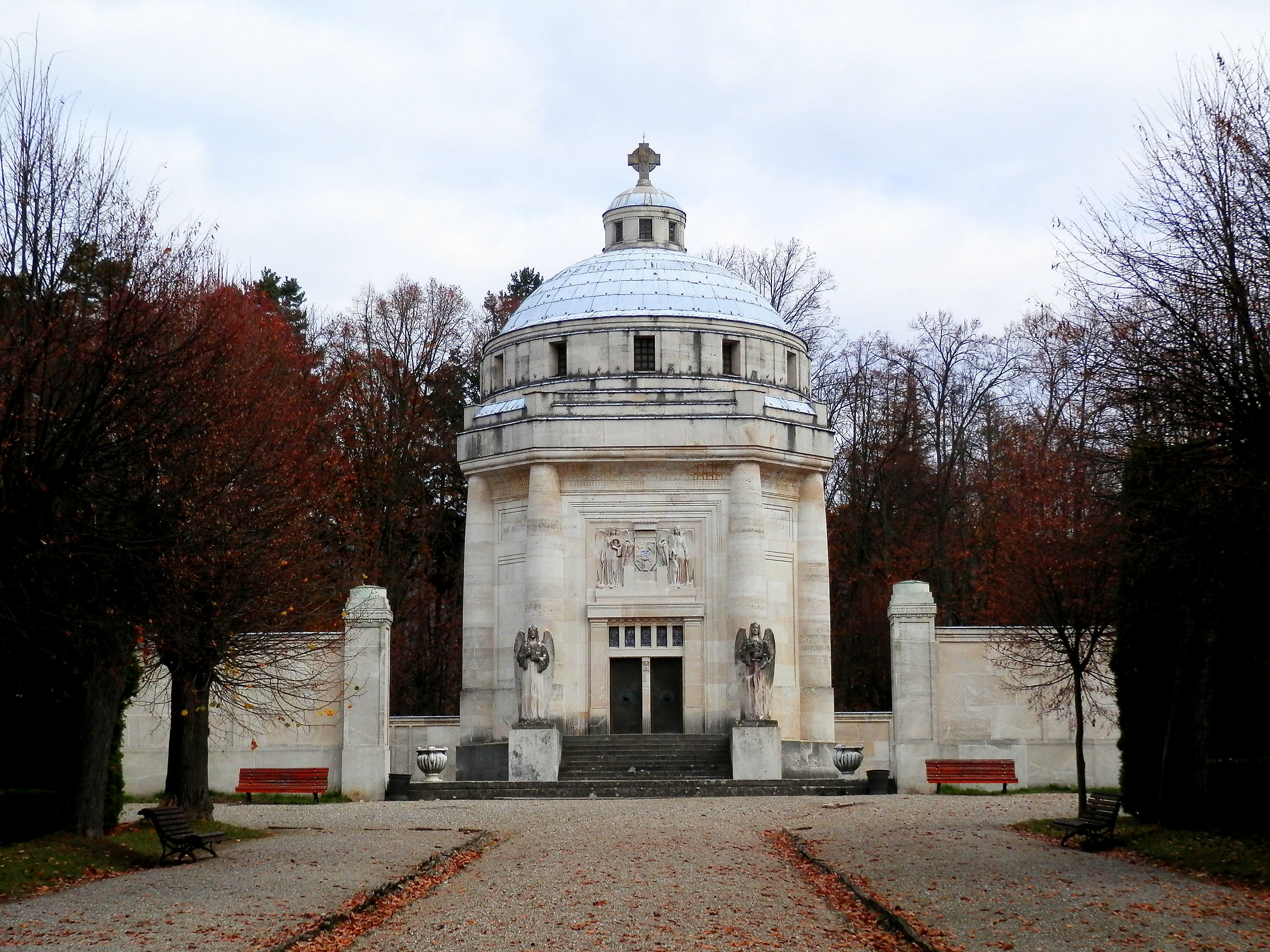
Andrássy-Mausoleum in Krasznahorkaváralja, Ruhestätte von Franziska und Dionysius Andrássy
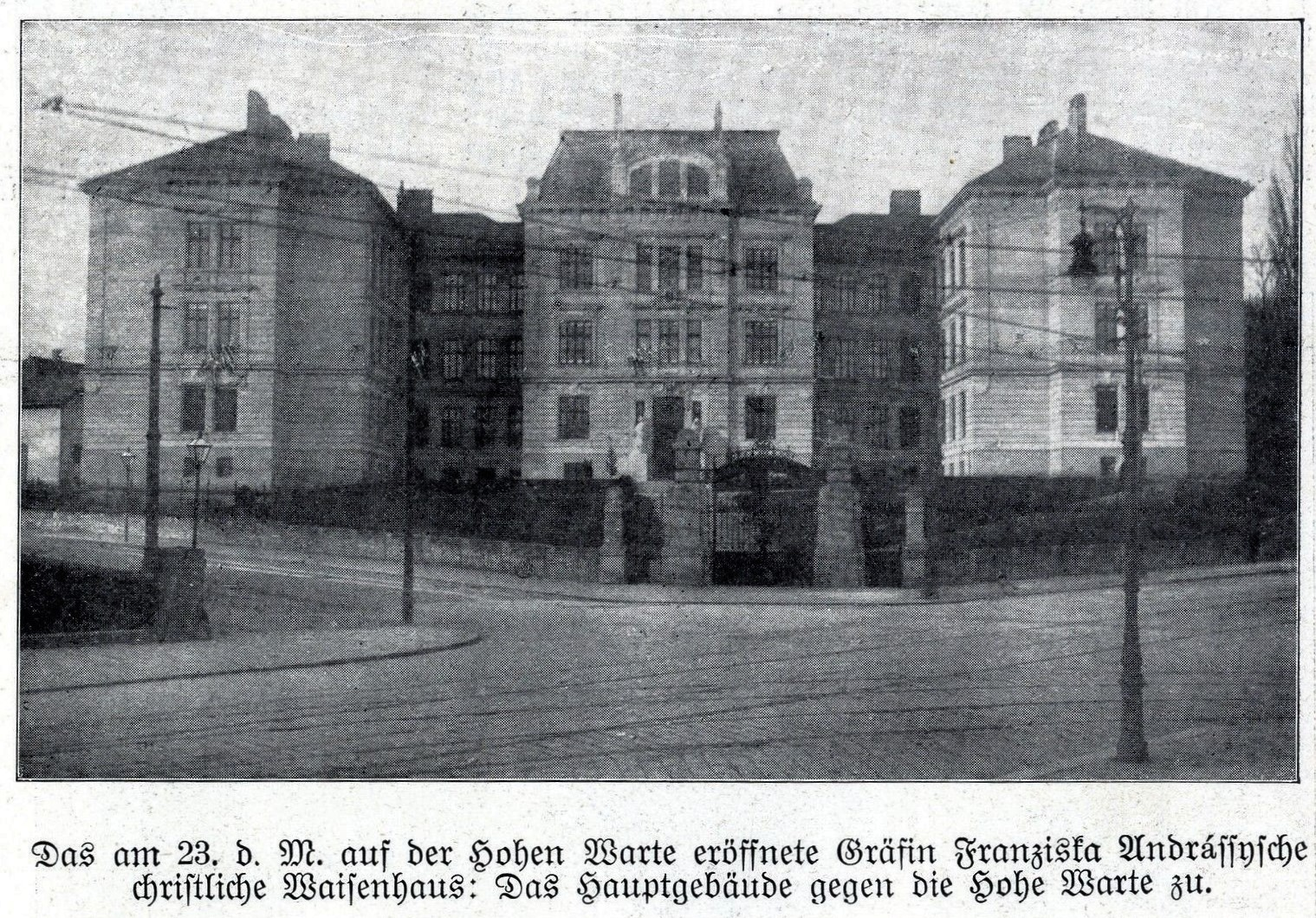
Gräfin Franziska Andrássysches Waisenhaus auf der Hohen Warte in Wien
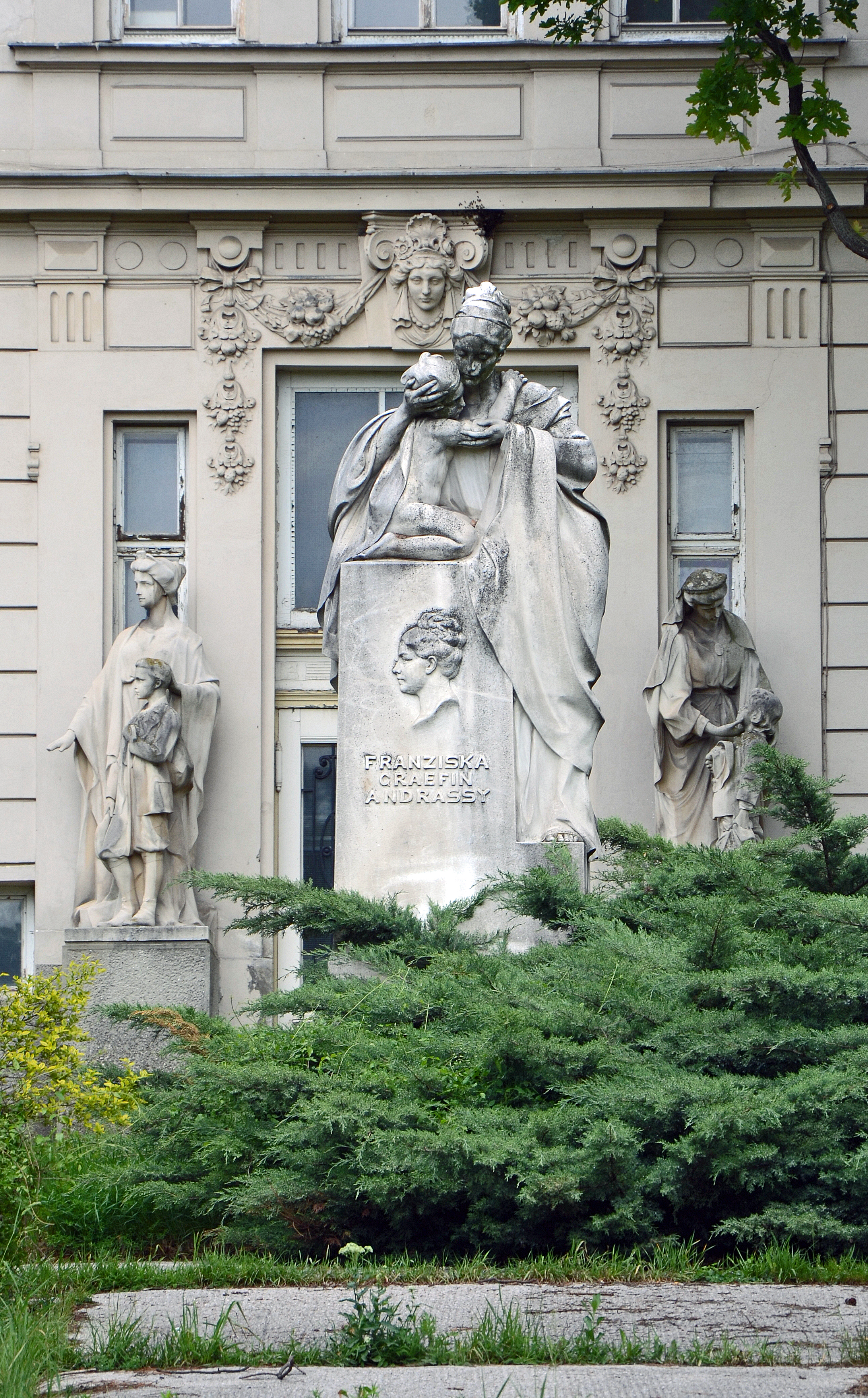
Franziska-Andrássy-Denkmal in Wien (ein Werk des Bildhauers Hans Bitterlich)